# Me Beija (canção)
Me Beija é uma canção da cantora brasileira de axé music Gilmelândia, conhecida na ocasião apenas como Gil. Foi lançada em 10 de agosto de 2002 como quarto single oficial da carreira solo da cantora após sua saída da Banda Beijo.

## Composição
A canção é composta por Paulinho Levi, conhecido por já trabalhar com Gil quando ainda era vocalista da Banda Beijo nas faixas "Namoro" e "Banho de Perfume", além de ser o responsável pela composição de "Levada do Amor" da Banda Eva, "Aviãozinho" do Cheiro de Amor e nas faixas do É o Tchan "Bambolê", "Samba Sertchanejo", "Ralando o Tchan (Dança do Ventre)" e "Ariga Tchan", em parceria com outro compositor, Luiz Wanderley, conhecido também pelos trabalhos com a Banda Beijo, além de Tim Maia e Cassia Eller.

## Recepção da crítica
O site Clique Music, da UOL, declarou que a canção é quase um frevo'n'roll, típicamente do gênero "pra pular" e, junto com a faixa-titulo "Levada da Breca", são as melhores e mais animadas do disco, dizendo que Gil parece a vontade em canta-las. Érick Melo do portal Carnasite, especializado em axé music, classificou a canção como boa, dando apenas três estrelas das quarto da avaliação, fazendo críticas positivas ao dizer que a canção, assim como "Levada da Breca", eram as melhores faixas do álbum pela animação e pela vibração tipica de trio elétrico.
| “ | Investindo no público das micaretas, o primeiro trabalho solo também traz as boas “Me Beija” e “Feliz à Beça/ Quero Voltar Para a Bahia”. São músicas vibrantes, e claro, para pular atrás do trio elétrico. | ” |

## Desempenho nas tabelas
| Paradas (2002)          | Posição |
| ----------------------- | ------- |
| Brasil — Hot 100 Brasil | 9       |

## Histórico de lançamento
| País   | Data                 | Formato                   | Gravadora       |
| ------ | -------------------- | ------------------------- | --------------- |
| Brasil | 10 de agosto de 2002 | download digital, Airplay | Universal Music |